# Лебедев, Виктор Николаевич (борец)
Ви́ктор Никола́евич Ле́бедев (род. 10 марта 1988, Тополиное, Якутская АССР) — российский спортсмен эвенского происхождения, депутат Государственного собрания Ил Тумэн, генеральный директор АО «Саханефтегазсбыт». В прошлом борец вольного стиля. Двукратный чемпион мира (2010, 2011) и бронзовый призёр (2009 и 2015) чемпионатов мира, бронзовый призёр чемпионата Европы 2010, шестикратный чемпион России (2009, 2010, 2011, 2014, 2015, 2016). Первый представитель коренных малочисленных народов Севера, участвовавший на Олимпийских играх. Заслуженный мастер спорта России, почётный житель города Якутска.

## Биография
В спорт привёл Виктора Лебедева его отец, отдав его в секцию борьбы «хапсагай» — якутской национальной борьбы. Родители Виктора Лебедева – оленеводы. Отец Виктора Лебедева, уроженец Чурапчинского улуса Якутии, который традиционно славится сильной школой вольной борьбы, воспитанниками которой являются Роман Дмитриев, Павел Пинигин — олимпийские чемпионы.
Окончил Северо-Восточный федеральный университет им. Аммосова по специальности «Юриспруденция».
15 мая 2017 года Виктор Лебедев завершил спортивную карьеру и стал советником мэра г. Якутска. Активно занимается благотворительностью.
Женат, имеет сына и дочь.

## Спортивная карьера
На чемпионате мира в Москве в 2010 году впервые в карьере завоевал титул чемпиона мира, победив в финале 17-летнего азербайджанца Тогрула Аскерова — 1:0, 0:3, 1:0..
На чемпионате мира в Стамбуле спортсмен защитил титул и завоевал лицензию для российской сборной на Олимпийские игры в Лондоне.
В 2015 году на чемпионате России по вольной борьбе в Каспийске завоевал золотую медаль в весовой категории до 57 кг, победив в финале Исмаила Мусукаева (Дагестан — Кабардино-Балкария).
В 2016 году на чемпионате России по вольной борьбе в Якутске завоевал золотую медаль в весовой категории до 57 кг. В 1/16 чемпионата Виктор Лебедев одолел со счётом 6:0 Дмитрия Аксенова, в 1/8 со счётом 10:0 одержал победу над Арыйааном Тютриным, в 1/4 в схватке с Исмаилом Мусукаевым спорным решением со счётом 4:3 победа была присуждена Виктору Лебедеву, однако позже судебная комиссия признала этот результат некомпетентным (итоговый результат - 4:1 в пользу Исмаила Мусукаева), но отменять исход поединка отказалась. В полуфинале Виктор Лебедев одолел Алдара Бальжинимаева со счётом 7:0. После финальной встречи с Александром Богомоевым, в которой не был выявлен победитель, оба спортсмена получили золотые медали.
В мае 2017 года завершил карьеру борца, став советником мэра Якутска Айсена Николаева.

### Скандал наЧемпионате России по вольной борьбе-2016
В весовой категории до 57 кг в схватке между Виктором Лебедевым (Якутия) и Исмаилом Мусукаевым (Кабардино-Балкария/Дагестан) победа была присуждена Лебедеву (4:3). Это вызвало беспорядки: Мусукаев толкнул Лебедева, на ковёр полетели бутылки, был вызван ОМОН. Руководство команды Дагестана подало протест. В результате двухчасового совещания были вскрыты грубые ошибки судейской бригады. Победителем был признан Мусукаев, а судейская бригада была дисквалифицирована. Однако, согласно правилам, результат схватки остался прежним. В знак протеста дагестанские борцы отказались выйти на ковёр, а на следующий день команда Дагестана покинула турнир.
В финальной схватке той же весовой категории между Лебедевым и Александром Богомоевым (Бурятия) победа была присуждена Лебедеву, что вызвало протест представителей Бурятии. После ожесточённой дискуссии было решено признать победителями обоих борцов.

### Участие вОлимпийских играх-2016
Позднее 31 мая Лебедев заявил, что не полетит на олимпиаду в Рио-де-Жанейро. На следующий день на Комсомольской площади Якутска состоялся митинг в поддержку Виктора Лебедева, собравший сотни человек.
6 июля стало известно, что Лебедев  выступит на Олимпиаде. 26 июля глава Олимпийского комитета России заявил, что борец Лебедев, не будет включён в заявку сборной России для участия в Олимпиаде в Рио-де-Жанейро, в связи с тем, что в 2006 году Лебедев был уличён в использовании допинга.
Поддержку Виктору Либедеву выразили глава республики Егор Борисов и министр спорта республики Михаил Гуляев. За несколько часов до открытия Олимпиады спортивный арбитраж МОК подтвердил право на участие в Олимпиаде Лебедева.
На олимпийских играх в Рио-де-Жанейро в 1/8 финала со счётом 3:1 победил Сандип Томара (Индия). В 1/4 финала со счётом 1:3 проиграл иранскому борцу Хасану Рахими.

## Корпоративная и политическая карьера
С 2017 по 2018 гг. — советник МКУ «Управление делами» ГО «Город Якутск».
В период с 2018 по 2019 гг. занимал должность заместителя генерального директора по общим вопросам АО «Саханефтегазсбыт».
С 18 марта 2019 года назначен временно исполняющим обязанности генерального директора АО «Саханефтегазсбыт».
С 10 октября 2019 года по настоящее время генеральный директор АО «Саханефтегазсбыт».

## Конфликт с Владимиром Стрижаком
В декабре 2019 года возбуждено уголовное дело в отношении Лебедева Виктора Николаевича по факту нанесения телесных повреждений мужчине. По данным следствия, 19 декабря 2019 года  в ходе конфликта в служебном кабинете Виктор Лебедев, являясь руководителем АО «Саханефтегазсбыт» нанес подчиненному сотруднику Владимиру Стрижаку телесные повреждения - перелом носа, ссадины и гематомы. Причиной конфликта послужили разногласия в сфере трудовых правоотношений.
Владимир Стрижак – племянник бывшего генерального директора «Саханефтегазсбыт» и депутата Ил Тумэна пятого созыва Игоря Никитина.
Михаил Эверстов, депутат Ил Тумэн, бывший депутат Госдумы, и тесть Виктора Лебедева прокомментировал инцидент так:
«Как говорят очевидцы, выслушав отказ, Стрижак закатил истерику, стал скакать, прыгать по кабинету. Говорят, он скандалил и орал. И, скорее всего, он зацепился за кресло и ударился об стол»
В феврале 2020 года, в отношении Игоря Никитина возбудили уголовное дело о мошенничестве и злоупотреблении должностными полномочиями. Его и бывшего руководителя «Норд-спецстрой-1» Григория (Гришу) Ферояна обвинили в искусственном завышении стоимости строительства заправочных станций в Якутии, в передаче нефтегазовой компании самоходного крана по искусственно завышенной стоимости взамен нефтепродуктов и в уклонении от налогов. Домашний арест по этому делу Никитин, по сообщениям местные СМИ, отбывал в квартире Стрижака.
В декабре 2020 года в сеть была выложена аудиозапись предполагаемого избиения Стрижака Лебедевым.
В январе 2021 года статья была переквалифицирована: СК предъявил ему обвинение по статье об умышленном причинении легкого вреда здоровью, вызвавшего кратковременное расстройство здоровья (ч. 1 ст. 115 УК РФ). Первое судебное заседание по делу Виктора Лебедева состоялось 9 февраля того же года.
2 июня 2021 года Лебедев заявил, что болен COVID-19 и ложится на недельную самоизоляцию. С тех пор он не посетил ни одного судебного заседания.
В июле 2021 года Лебедев лёг в Медицинский центр г. Якутска по причине ухудшения здоровья. Однако, 26 августа того же года был на открытии новой АЗС «Саханефтегазсбыта». 30 августа того же года не явился в суд в связи с тем, что Виктор Лебедев стал контактным лицом с больным COVID-19.
29 сентября 2021 года не явился в суд по причине стресса, как говорил его адвокат.

17 ноября 2021 года глава республики Айсен Николаев прокомментировал неявку Лебедева в суд:
«Если касаться здоровья, то Витя на самом деле серьезно болен, у него температура свыше 38, насколько я знаю. И вообще подозревают, что у него повторное заражение ковидом, как мне вчера доложили»
На 23 декабря 2021 года, рассмотрение этого уголовного дела переносилось 58 раз, в том числе по неявке подсудимого — тридцать раз.
27 декабря 2021 года мировой суд освободил Лебедева от уголовной ответственности в связи с истечением срока давности совершенного преступления.
1 февраля 2022 года суд признал бывшего генерального директора «Саханефтегазсбыта» Игоря Никитина виновным, осудив на шесть лет лишения свободы. Григорий (Гриша) Фероян на 18 февраля 2022 года находится в международном розыске.

## Спортивные достижения
- Чемпионат мира — золото (2010, 2011); бронза (2009; 2015);
- Кубок мира — золото (2010, 2011);
- Чемпионат Европы — бронза (2010);
- I Европейские игры — золото (2015);
- Чемпионат России — золото (2009, 2010, 2011, 2014, 2015, 2016); серебро (2012);
- Гран-при «Иван Ярыгин» — золото (2015)[14]; серебро

## Награды и звания
- Заслуженный мастер спорта России[15]
- «Почётный работник физической культуры Республики Саха (Якутия)»
- Медаль «За верность Северу» (высшая награда Ассоциации коренных малочисленных народов Севера, Сибири и Дальнего Востока РФ)
- Благодарность Председателя Государственного Собрания Республики Саха (Якутия)[16]
- Почётный гражданин Томпонского района (2009)
- Почётный гражданин Горного улуса[17]
- Знак отличия Республики Саха (Якутии) «Гражданская доблесть» (2009)
- Орден Республики Саха (Якутия) «Полярная звезда» (2016)
- Почетный гражданин города Якутска (2017)